# パーフェクト・ソルジャーズ
『パーフェクト・ソルジャーズ』（Perfect Soldiers）は、1993年に発売されたアイレム制作のアーケード2D対戦型格闘ゲーム。アーケードアーカイブスを含むコンシューマ移植は今の所行われていない。米国でのタイトルは『Superior Soldiers』。

## 概要
キャッチコピーは“天地を揺るがすフォース（理力）が発動する。”。
近未来の荒廃した地球圏を舞台に超人達が戦う。
キャラクターの操作が8方向レバーと6ボタンで行われる点など、当時ヒットしていた『ストリートファイターII』の影響を強く受けている。
本家『R-TYPE』シリーズと世界観を共有しており、本編の具体的な時期は明言されていないが“第一次バイドミッション”、つまり『R-TYPE』よりも前の（『R-TYPE FINAL2』時点で）最も古い出来事が描かれている。

## ストーリー
1999年。後に“フォース”と名付けられた未知のエネルギー体の衝突により人類はその90％を失った。傷付いた地球での環境の変化、エネルギー体の影響による遺伝子変異、自身を防衛するための肉体改造等により数多くの次世代人類が誕生した。

## 登場キャラクター
使用可能なキャラは大体その名の通りの特徴を持つ。
スターセイバー
“極楽流星”
主人公的存在の男。
必殺技は“フォースキャノン”、“サイクロンキック”、“リーサルブロー”。
アラビアンムーン
“桃色月面娘”
たおやかな肢体にビキニ (水着)の様な露出度の高い恰好をした18歳のまだあどけない少女ファイターで、“もう、ぷるぷる”なヒロイン的存在。
身長は158cm、体重は「おしえてあげないしkg」。スリーサイズは「えっと、あの、恥ずかしいし。あ、バストは92。うふ。中3のときから」。ナタ・デ・ココ（チント）と合成塩辛が好きで、変なアングルから写真を撮ってくるカメラ小僧が嫌い。人生のテーマ・戦闘の目的は「えっと、あの、よくわかんないし」。愛読書は『月刊インド人（アラビア語圏翻訳版）』。
全身をイオンフィールドで覆っているため、見た目に反して強い。
必殺技は片足で素早い蹴りを何発も繰り出す“ルナティックキック”、高く跳んで一度前方宙返りをしつつ踵落としを繰り出す“ムーンスラッシュ”、片足ずつ当てるサマーソルトキック“ハーフムーンキック”。
服の色は水色だが、説明書などでは何故かP2カラーのピンク色になっている。
実は後にR-9のパイロットになり、第一次バイドミッションに参加した裏設定がある。当作のエンディングにいる赤いキャノピーのR-9Aのどれかがそれ。
ブシドー
“我が前に敵なぁし！”
武士のような風貌の刀使い。
必殺技は“空裂斬”、“降雷斬”、“疾風拳”。
エビルタローン
“寂しがりやの食人鬼”
食人鬼と化した異形のミュータント。
必殺技は“エビルクラッシュ”、“エビルストンピング”。
メルトダウン
“爆走する原子炉”
原子力電池を内蔵した改造人間。
必殺技は“アトミックマシンガン”、“メルトダウンアタック”、“ローリングバックドロップ”。
ダイナゾア
“火を噴く大迷惑”
肉食恐竜のような風貌をした怪人だが、凶暴な性格ではない。
必殺技は“火炎放射”、“ジェットアタック”、“テイルスクラッチ”。
ブロードウェイ
“おどる、25才”
美容師の資格を持つ女性ファイター。
必殺技は“ウインドミル”、“ダンシングスルー”。
セレウス
“最終ボス”
CPU専用キャラ。
必殺技はR-9Aの対空レーザーと同じ“レーザー”。
エンディングでセレウスの体内にある謎の球体は「バイド」と名乗る。